# Mooc

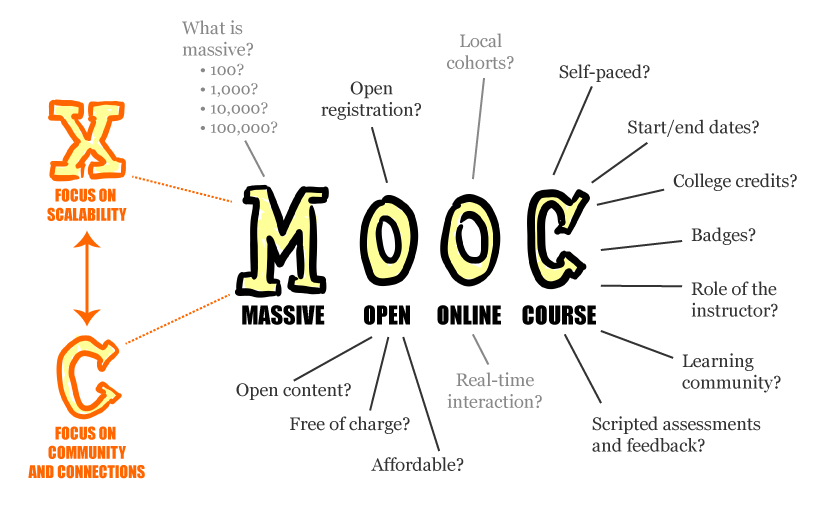
Affisch, som förklarar den engelska akronymen, med titeln "MOOC, every letter is negotiable" (på svenska MOOC, varje bokstav är förhandlingsbar).

Mooc (eng. Massive Open Online Course), storskalig, öppen och nätbaserad kurs, är en avgiftsfri distanskurs som kan läsas av tusentals kursdeltagare till liten lärarinsats. Undervisningen finansieras genom avgift för tilläggstjänster, exempelvis examination. Förutom en omfattande mängd traditionellt kursmaterial för e-lärande såsom inspelade videolektioner, baseras mooc-kurser på interaktiva uppgifter. Kursdeltagaren löser dessa enskilt eller i grupp och erhåller snabbt återkoppling av varandra eller genom automaträttning. Vanligen används lärplattformar som är särskilt avpassade för ändamålet.

## Historik
En föregångare till mooc-kurserna var det nätkursmaterial som MIT år 2002 släppte fritt för alla lärosäten att använda, och de öppna digitala lärresurser (OER) som samma år lanserades av Unesco.
Begreppet mooc tillkom år 2008 inom open access-rörelsen. Det myntades av Dave Cormier och Bryan Alexander under en öppen nätkurs kallad "Connectivism and Connective Knowledge".
Begreppet fick stor uppmärksamhet hösten 2011, när 160 000 studenter från 190 länder registrerade sig på en mooc-kurs om artificiell intelligens som Stanford University startade. Mooc-kurser har därefter startats av en rad välrenommerade universitet runt om i världen, ofta inom ramen för utbildningskonsortier, men även på collegenivå och lägre. Mooc-kurser beskrevs våren 2013 som mitt i en hajpkurva.
Parisdeklarationen om OER antogs 2012 av Unesco. Där ställer regeringarna krav på öppen forsknings- och utbildningskultur för att det som finansieras med offentliga medel ska gå tillbaka till medborgarna.

## Affärsmodell
Affärsmodellen bygger på freemium. Det innebär att kursdeltagarna kostnadsfritt kan ta del av kursinnehållet i sin helhet, och inte behöver ansöka och vänta på att bli antagen utifrån behörighetsvillkor. Undervisningen finansieras istället genom att vissa kursdeltagare betalar för tilläggstjänster, exempelvis litteratur, lärarhandledning, certifiering eller validering efter avklarad kurs.
Mooc-kurser har beskrivits som en potentiellt "disruptive innovation", det vill säga en genomgripande förändring av utbildningsmarknaden som kan slå ut och skapa nya aktörer på ett sätt som andra Internettjänster har gjort. Sebastian Thrun, som gav den första Mooc-kursen vid Stanford, menar att en hundradollars masterexamen kan bli möjlig vid några av de högst rankade universiteten i världen.

## Undervisningsformer
Egenskaper som förknippas med de första mooc-kurserna, men inte återfinnes i alla mooc-projekt: Licenser för öppet innehåll, öppen struktur, öppna lärandemål, community-centrering samt connectivism som underliggande pedagogisk teori. Den sistnämnda är besläktad med kooperativt lärande och elevaktivt arbetssätt. Öppenheten ifrågasätts emellertid inom många mooc-kurser, eftersom andra skolor inte alltid har rätt att använda kursmaterialet i sin egen undervisning.
Connectivism-baserade mooc-kurser, så kallade cMOOCs, bygger i hög grad på crowdsourcing för återkoppling på kursmaterialet och peer reviewing eller peer assessment kursdeltagarna emellan. Mooc-kurser som enbart baseras på förinspelade videolektioner och maskinrättade uppgifter har beskrivits som broadcast-baserade, även kallade xMOOCs. De jämförs med andra ord med traditionell distansundervisning.
En mooc-kurs är ofta centrerad kring ett nätcommunity med studenter, lärare och handledare som tillsammans vidareutvecklar kursmaterialet, ibland i en riktning som den ansvarige läraren inte har förutsett. Inom mooc-projekt har man även testat nya pedagogiska grepp såsom spelifiering, serieromaner och att kursdeltagaren skattar sin kunskap genom självvärdering efter individualiserade lärandemål.

## Statistik
Enligt en amerikansk undersökning bland 103 professorer som skapat mooc-kurser ägnade den kursansvarige professorn vanligen över 100 timmar åt kursutveckling (inspelning av videofilmer, författande av flervalsprov, med mera) innan kursstarten, men bara 8-10 timmar per vecka åt undervisning och handledning under kursens gång. I allmänhet assisterade en handledare på kursen, ofta en tidigare kursdeltagare. 97 procent av professorerna hade spelat in egna videolektioner, 74 procent av kurserna innefattade automaträttade uppgifter, 34 procent peer reviewing för betygssättning, 75 procent använde öppna undervisningsresurser, 9 procent av kurserna krävde inköp av en fysisk lärobok och 5 procent krävde inköp av en eller flera e-böcker.

## Mooc-kurser i Sverige
Kurser som betecknas som Moocar har hållits i Sverige sedan 2013, och mooc-liknande föregångare har förekommit sedan omkring 2003, främst vid universitet och högskolor.
En UKÄ-utredning som presenterades i januari 2016 har kartlagt mooc-användning i Sverige. Utredningen rekommenderar till regeringen att moocar bör inkluderas i svensk högskola, och att de särskilda förutsättningarna för detta bör regleras i en ny förordning för öppna nätbaserade kurser.
Högskoleförordningen kapitel 11 reglerar numera  öppen nätbaserad utbildning vid statliga universitet och högskolor.